# مدعى
المُدَّعي (بالإنجليزية: plaintiff)، (في النص القانوني)، هو الطرف الذي يرفع دعوى (المعروف أيضًا باسم صاحب الدعوى) أمام المحكمة. ومن خلال قيامه بذلك، يسعى المدعي، إلى الحصول على تعويض قانوني؛ إذا نجح في دعواه، ستصدر المحكمة حكما لصالح المدعي، وأمر من المحكمة يكون مناسبا (على سبيل المثال، أمر بالتعويض).
«المدعي» هو المصطلح المستخدم في القضايا المدنية، في معظم الولايات القضائية الناطقة باللغة الإنجليزية، والاستثناء الملحوظ هو إنجلترا، وويلز، حيث يُعرف المدعي، منذ إدخال قواعد الإجراءات المدنية في عام 1999، باسم «المدعي»، ولكن هذا المصطلح له معاني أخرى. في القضايا الجنائية، يقوم المدعي العام، برفع الدعوى ضد المدعى عليه، لكن الطرف المشتكي الرئيسي، غالباً ما يطلق عليه «المشتكي».
في بعض الولايات القضائية، تبدأ الدعوى عن طريق تقديم طلب استدعاء، أو نموذج مطالبة، أو شكوى. تُعرف هذه المستندات، باسم المرافعات، والتي توضح الأخطاء المزعومة، التي ارتكبها المدعى عليه، مع طلب التعويض. في ولايات قضائية أخرى، يبدأ الإجراء من خلال خدمة الإجراءات القانونية، عن طريق تسليم هذه المستندات للمدعى عليه، بواسطة مندوب المحكمة؛ ويتم رفعها فقط إلى المحكمة في وقت لاحق، مع شهادة خطية من مندوب المخكمة، الذي سلم المستندات إلى المدعى عليه، وفقا لقواعد الإجراءات المدنية.

## المصطلح
يرجع أصل كلمة المدعي، إلى عام 1278، فهي تنبع من الكلمة الإنجليزية الأنجلو (pleintif) التي كانت تعني «شكوى».
في إنجلترا، وويلز، استبدل مصطلح «المدّعي»
بعد سريان مفعول قواعد الإجراءات المدنية لعام 1998 في 26 أبريل 1999. وورد أن هذه الخطوة، التي تجعل إنجلترا، وويلز، غير متوافقة مع الاستخدام العام في الولايات القضائية الناطقة باللغة الإنجليزية، استندت إلى تقييم مفاده أن كلمة «المدّعي» مقبولة أكثر باعتبارها «إنجليزية واضحة» من كلمة «المدعي». في القانون الإسكتلندي، يشار إلى المدعي بأنه «ملاحق»، والمدعى عليه بأنه «مدافع».